# ترکی (تگزاس)
ترکی، تگزاس(به انگلیسی: Turkey, Texas) شهری در ایالت تگزاس از ایالات جنوبی ایالات متحده آمریکا است. در سرشماری سال ۲۰۰۰، جمعیت این شهر ۴۹۴ نفر اعلام شد.